# Barackpálinka
La Barackpálinka est une eau-de-vie à base de fruit (pálinka) originaire de Hongrie dont la teneur en alcool est de 37,5 % minimum.
Elle est distillée à partir d'abricots (barack en hongrois) cultivés dans les plaines hongroises puis vieillie en fûts de chêne, ce qui lui donne une couleur jaune doré. Le Barackpálinka ne peut se dire authentique que si les fruits proviennent exclusivement de récoltes hongroises. La distillation de la Barackpálinka est connue depuis au moins 500 ans.
Le terme Ó-barack ou Óbarack est utilisé pour décrire un Barack ancien ou stocké depuis longtemps.